# Список особо охраняемых природных территорий Карачаево-Черкесии
Особо охраняемые природные территории Карачаево-Черкесской Республики — участки земли, водной поверхности и воздушного пространства над ними, где располагаются природные комплексы и объекты, которые имеют особое природоохранное, научное, культурное, эстетическое, рекреационное и оздоровительное значение, которые изъяты решениями органов государственной власти полностью или частично из хозяйственного использования и для которых установлен режим особой охраны.

## Общие сведения
В Карачаево-Черкесии функционируют особо охраняемые природные территории (ООПТ) следующих категорий: 4 ООПТ федерального значения, 8 заказников республиканского значения, 74 памятника природы.

## ООПТ федерального значения
| Название                                                                 | Когда создан, нормативный акт о создании | площадь, га                                                          |
| ------------------------------------------------------------------------ | --- | -------------------------------------------------------------------- |
| Тебердинский государственный природный биосферный заповедник             | в 1935 г. как заповедник местного значения, 23 января 1936 года Постановлением № 40 ВЦИК СНК РСФСР утвержден как государственный заповедник | 84,996 тыс. га, вместе с охранной территорией — 150 тыс. га          |
| Кавказский государственный природный биосферный заповедник               | 12.05.1924 | в республике часть территории заповедника: Юго-Восточное лесничество |
| Федеральный заказник «Даутский»                                          | Приказом Главохоты № 290 от 22.07.1986 г. в соответствии с Постановлением СМ РСФСР № 14 от 6.01.1982 г.                                     | 74 900                                                               |
| Особо охраняемый эколого-курортный регион РФ Кавказские Минеральные Воды | Указ Президента Российской Федерации от 27.03.92 г. № 309 «Об особо охраняемом эколого-курортном регионе Российской Федерации»              |                                                                      |

## Заказники республиканского значения
Заказники общей площадью 224 тыс. га организованы в целях сохранения и восстановления экосистем, а также видов, занесенных в Красную книгу РФ. Кроме федерального заказника «Даутский» (74,9 тыс. га, комплексный), имеются заказники республиканского значения:
- «Черемуховский» — комплексный, 36,5 тыс. га,
- «Архызский» — комплексный, 35,3 тыс. га,
- «Чиликский» — видовой (по косуле, оленю, серне), 35 тыс. га,
- «Дамхурц» — комплексный, 30 тыс. га,
- «Хасаутский» — комплексный, 18 тыс. га,
- «Эльбурганский» — комплексный, 15 тыс. га,
- «Лабинский» — комплексный, 15 тыс. га,
- «Белая скала» — орнитологический, 400 га.

## Памятники природы
Из 74 памятников природы, имеющих республиканское значение, ботанических — 25, геоморфологических — 17, геологических — 5, ландшафтных — 4, водных объектов — 13 (в том числе, 8 минеральных источников), пещер — 10.